# Spaghetti alla puttanesca
Spaghetti alla puttanesca ‚Spaghetti nach Hurenart‘ ist ein aus Süditalien stammendes Nudelgericht mit einer scharf-würzigen Tomatensauce.

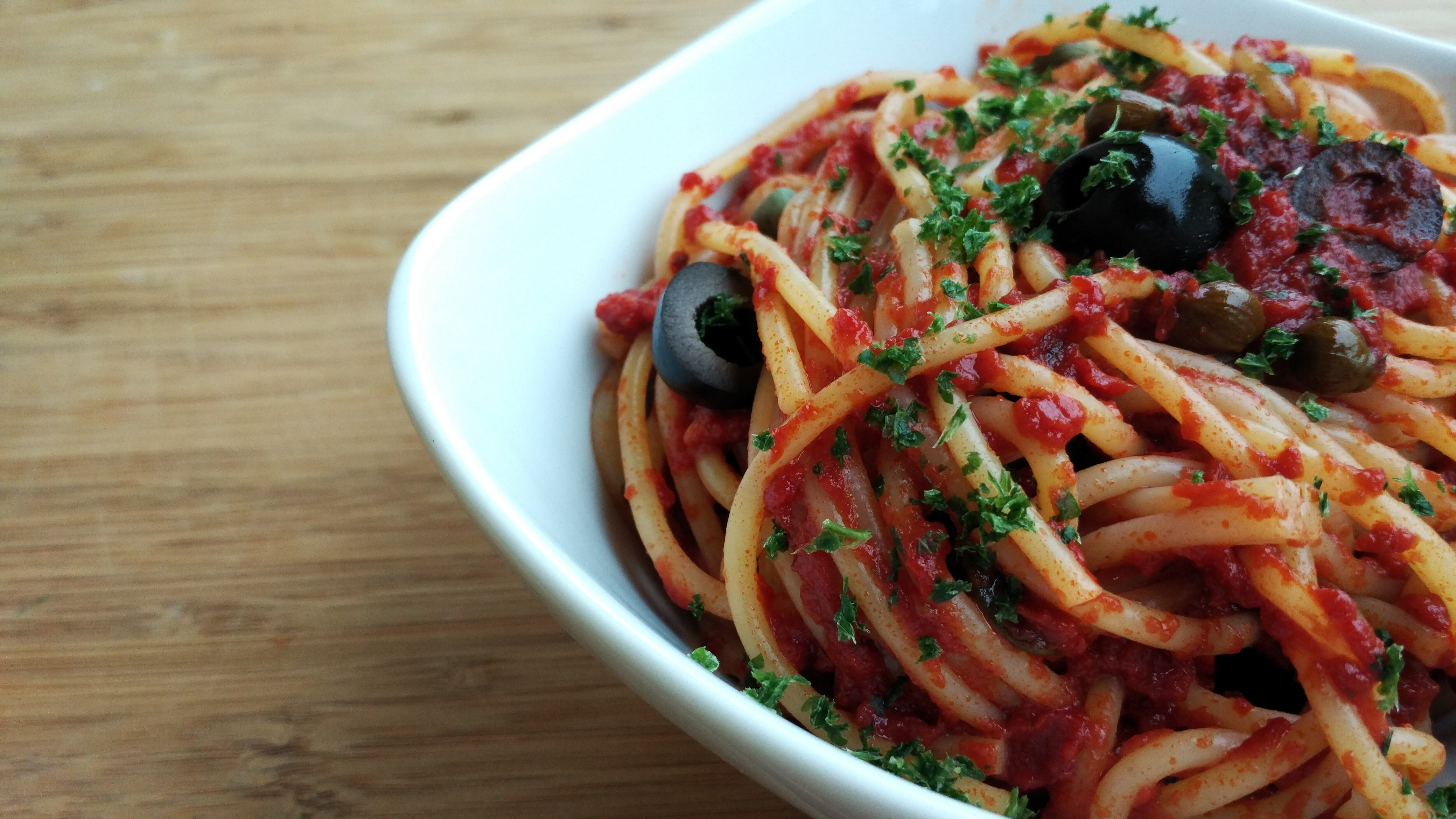
Spaghetti alla puttanesca

Zur Zubereitung werden zuerst Knoblauch sowie eingelegte Sardellen in Olivenöl angeschwitzt, bis die Sardellen zerfallen. Anschließend werden Tomaten und scharfe Peperoncini hinzugegeben, mit Pfeffer und Oregano gewürzt und die Sauce sämig gekocht. Zum Schluss werden entsteinte, zerkleinerte schwarze Oliven, Kapern und Petersilie hinzugegeben und die Sauce mit separat gekochten Spaghetti vermischt.
Der Ursprung des Namens ist ungeklärt. Nach einer unter verschiedenen anekdotischen Erklärungen soll er darauf zurückgehen, dass Prostituierte (puttana ‚Hure‘) das Gericht schnell und einfach zubereiten konnten. Oder sie hätten das Gericht in kalten Nächten gerne gegessen, weil es dank seiner Schärfe wärmt. Einer anderen Erklärung nach hängt der Name damit zusammen, dass italienische Bordelle in den 1950er Jahren – die damals case chiuse (wörtlich: geschlossene Häuser), Häuser mit geschlossenen Fensterläden, waren – vom Staat betrieben wurden und die Prostituierten nur einmal wöchentlich zum Einkaufen hätten gehen dürfen und ihre Zeit kostbar gewesen sei. Das Gericht sei demnach aus den besser haltbaren Resten in der Speisekammer entstanden, wenn die Vorräte zur Neige gingen.